# Ctenocephalides paradoxuri
Ctenocephalides paradoxuri är en loppart som beskrevs av Wagner 1936. Ctenocephalides paradoxuri ingår i släktet Ctenocephalides och familjen husloppor. Inga underarter finns listade i Catalogue of Life.